# Synchestra
Synchestra (sɪŋˈkɛstrə) ist das siebente Soloalbum des kanadischen Musikers Devin Townsend und das zweite Album, das er mit der The Devin Townsend Band aufnahm. Das Album wurde im Januar 2006 bei Townsends Label HevyDevy Records veröffentlicht.

## Hintergrund
Nach der Veröffentlichung von vier Soloalben unter dem Namen Devin Townsend, die alle mit unterschiedlichen Line-ups aufgenommen wurde, entschied sich Townsend 2002, eine dauerhafte Band für sein Solomaterial zu formieren. Er gründete die Devin Townsend Band, die aus Brian Waddell an der Gitarre, Mike Young am Bass, Ryan Van Poederooyen am Schlagzeug und Dave Young an den Keyboards bestand. Die neu gegründete Band veröffentlichte ihr erstes Album Accelerated Evolution im März 2003. Die Aufnahmen und die Tour zu dem Album fanden zur gleichen Zeit statt, in der Townsends Extrem-Metal-Projekt Strapping Young Lad sein Album SYL aufnahm.
Nach einem ereignisreichen Jahr begann Townsend im März 2004 mit den Arbeiten zu Strapping Young Lads viertem Album Alien. Townsend dachte, dass SYL die Erwartungen nicht erfüllte und entschied, das nächste Album zu neuen Extremen zu führen. Um sich auf Alien vorzubereiten, stoppte Townsend die Einnahme der Medikamente, die ihm zur Behandlung seiner bipolaren Störung verschrieben worden waren. „Ich glaube, als Künstler, der die nächste Ebene erreichen will, ist es notwendig, Dinge zu entdecken und manchmal führen dich die Entdeckungen an verrückte Orte“, erklärte er. „Und Alien war da keine Ausnahme.“
Kurz nach der Veröffentlichung von Alien im März 2005 begann Townsend mit den Arbeiten am nächsten Album der Devin Townsend Band mit dem Arbeitstitel Human, welches das gefällige Gegenstück zu Alien werden sollte. Letztlich wurde das Album Synchestra genannt und war laut Devin Townsend ein Album über „die Rückkehr zur Erde nach einem längeren Besuch bei Aliens im Weltall“.
Synchestra wurde weitestgehend von Townsend in seinem Heimstudio The Devlab aufgenommen und gemischt. Van Poederooyens Schlagzeug wurde in den Armoury Studios in Vancouver, BC aufgenommen. Mike Youngs Bassaufnahmen und der Ednmix des Albums fanden in den Hipposonic Studios in Vancouver statt. Toningenieur war Shaun Thingvold, der bereits für Strapping Young Lad und Fear Factory gearbeitet hatte.

## Veröffentlichung
Synchestra wurde am 30. Januar 2006 veröffentlicht. Das Album erschien bei Townsends Label HevyDevy Records in Nordamerika und bei InsideOut in Europa. Zeitgleich erschien eine Special Edition. Diese enthielt neben der Standard-CD eine im Studio live aufgenommene DVD mit dem Titel Safe Zone, die acht live im Studio gespielte Titel und einige von der Band ausgewählte Extras enthielt. Diese Special Edition wurde als Digipak und Jewel Case veröffentlicht. Zu dem Lied Vampira wurde ein Musikvideo produziert.

## Musik
Townsend verarbeitete in Synchestra eine Vielzahl verschiedenster Musikstile und mischte den für ihn typischen „Pop Metal“ mit Einflüssen aus Folk, Polka und orientalischer Musik mit „einigen wenigen Headbanging-Elementen“. Bassist Mike Young und Gitarrist Brian Waddell teilen sich den Gesang auf dem Bonus-Track Sunshine and Happiness. Keyboarder Dave Young spielt Gitarre auf Sunshine and Happiness und Sunset. Triumph enthält ein Country-Zwischenspiel, das auf On the Pipe von Steve Morses Album The Introduction stammt.

## Titelliste
Alle Titel wurden von Devin Townsend geschrieben.
1. Let It Roll – 2:52
2. Hypergeek – 2:20
3. Triumph – 7:08
4. Babysong – 5:30
5. Vampolka – 1:36
6. Vampira – 3:27
7. Mental Tan – 2:15
8. Gaia – 6:03
9. Pixillate – 8:17
10. Judgement – 5:55
11. A Simple Lullaby – 7:09
12. Sunset – 2:31
13. Notes from Africa – 7:42
14. Sunshine and Happiness – 2:35

Special Edition Bonus-DVD Safe Zone
1. Truth (von Infinity)
2. Regulator (von Ocean Machine: Biomech)
3. Storm (von Accelerated Evolution)
4. Earth Day (von Terria)
5. Life (von Ocean Machine: Biomech)
6. Deadhead (von Accelerated Evolution)
7. Away/Deep Peace Medley (Away von Accelerated Evolution, Deep Peace von Terria)
8. Slow Me Down (von Accelerated Evolution)

## Rezeption
Das Album erntete wohlwollende Kritiken. Greg Prato von Allmusic lobte die Vielfältigkeit und Originalität des Albums und bemerkt, dass „Townsend mit jeder Veröffentlichung wagemutiger werde, anders als andere gestandene Rocker, die mit der Zeit auf Nummer Sicher gehen“. Scott Alisoglu von Blabbermouth.net verglich das Album mit Accelerated Evolution. Er schrieb, dass das Album Melodien habe, die etwas offener und trotzdem progressiv seien.

## Chartplatzierungen
Synchestra stieg in Finnland auf Platz 33, in Deutschland auf Platz 85 und in Frankreich auf Platz 128 in die Albumcharts ein.
| ChartsChartplatzierungen | Höchstplatzierung | Wochen |
| ------------------------ | ----------------- | ------ |
| Deutschland (GfK)        | 85 (1 Wo.)        | 1      |